# Cainato
O cainato é um receptor ionotrópico de glutamato, assim é um receptor e canal iônico simultaneamente. Através da a ligação do receptor ao neurotransmissor glutamato ocorre a mudança de sua conformação estrutural que irá permitir o fluxo iônico. Com o canal aberto, ocorre influxo de sódio (Na+) e efluxo de potássio (K+), responsável por alterar momentaneamente o potencial de membrana celular, em que o meio interno fica menos negativo, promovendo assim a despolarização, de forma a contribuir com a excitabilidade celular. Os receptores de cainato são localizados no sistema nervoso central, sendo expressos primariamente no hipocampo e no cerebelo. São formados pelas subunidades GLUR5-7 ou GLUKA5-7, KA1-2 ou GLUKA1-2.